# 亞納拉胡山
9°21′17″S 77°25′33″W / 9.35472°S 77.42583°W
亞納拉胡山（西班牙語：Urus），是秘魯的山峰，位於該國北部安卡什大區的卡爾瓦斯省和瓦拉斯省，屬於安第斯山脈中布蘭卡山脈的一部分，海拔高度約5,100米。